# Hemithea subflavida
Hemithea subflavida là một loài bướm đêm trong họ Geometridae.